# Bunyangabu
Bunyangabu is een district in het zuidwesten van Oeganda. Hoofdstad van het district is de stad Kibiito, maar de stad Rwimi is de grootste en belangrijkste stad in het district. Het district telde in 2014 170.247 inwoners en in 2020 naar schatting 195.100 inwoners. 35% van de bevolking woont in stedelijk gebied.
Het district ontstond in 2017 na afsplitsing van het district Kabarole. Het district bestaat uit drie steden (Rwimi, Kibiito en Rubona) en is onderverdeeld in de sub-county's Rwimi, Kibiito, Buheesi, Kiyombya, Kisomoro, Kabonero en Kateebwa.